# Ficinia crinita
Ficinia crinita là loài thực vật có hoa trong họ Cói. Loài này được (Poir.) B.L Burtt mô tả khoa học đầu tiên năm 1986.